# فیتزوری کراسینگ، استرالیای غربی
فیتزوری کراسینگ (به انگلیسی: Fitzroy Crossing) یک شهرک در استرالیا است که در استرالیای غربی واقع شده‌است.